# Lewis Haldane
Lewis Oliver Haldane (Trowbridge, 13 marzo 1985) è un ex calciatore gallese, di ruolo attaccante.

## Carriera

### Club
Haldane è cresciuto nell'Academy del Southampton. È partito come attaccante vero e proprio, mentre ora è considerato principalmente come un'ala. È in questa posizione, infatti, che ha giocato maggiormente con i Bristol Rovers negli ultimi anni.
Il 7 luglio 2008 è passato in prestito all'Oxford United per tutto il campionato.
Dall'agosto del 2009 passa al Port Vale inizialmente con la formula del prestito, diventando ufficialmente un giocatore del Port Vale il 27 gennaio 2010.
Annuncia il ritiro il 7 ottobre 2012 in seguito ad una frattura multipla di una gamba in un match di League Trophy contro il Tranmere Rovers, dalla quale non riesce a ristabilirsi.

### Nazionale
Nonostante sia nato a Trowbridge, in Inghilterra, è convocabile anche dal Galles per via delle sue origini. È stato convocato nel Galles under 21 per la prima volta ad agosto 2006. Ha giocato nella partita contro la Turchia under 21 il 2 settembre 2006, in una gara valida per le qualificazioni al campionato europeo Under-21 2007.